# Lars Kniberg
Lars Kniberg, född 1708 i Jönköping, död 21 maj 1775, var en svensk rådman, riksdagsledamot och politiker.

## Biografi
Lars Kniberg föddes 1708 i Jönköping. Han var son till slottsvaktmästaren Johan Kniberg (död 1729) och Lisa Selander. Kniberg arbetade som rådman i Eksjö och bar även postmästare i staden 1743–1753. Han var postmästare i Jönköping 1753–1769. Kniberg avled 1775.
Kniberg var riksdagsledamot för borgarståndet i Eksjö vid riksdagen 1742–1743 och riksdagen 1746–1747.

### Familj
Kniberg var gift med Katarina Forsman. Två av deras söner adlades med namnet Stiernecreutz.